# Entrange
Entrange (deutsch Entringen, lothringisch Entréngen) ist eine französische Gemeinde mit 1202 Einwohnern (Stand 1. Januar 2022) im Département Moselle in der Region Grand Est (bis 2015 Lothringen).

## Geografie
Die Gemeinde Entrange liegt etwa sieben Kilometer nordwestlich von Thionville, nahe der Grenze zu Luxemburg.

## Geschichte
Der Ort gehört seit 1769, mit einer Unterbrechung von 1871 bis 1918 (Reichsland Elsaß-Lothringen), zu Frankreich. Im 20. Jahrhundert war der Ort durch den Eisenerz-Bergbau geprägt, die Grube Charles Ferdinand (Carl Ferdinand) bestand von 1899 bis 1979.
Von 1811 bis 1902 war Entrange in den Nachbarort Œutrange eingemeindet (der wiederum seit 1970 zur Stadt Thionville gehört).

### Bevölkerungsentwicklung
| Jahr      | 1962 | 1968 | 1975 | 1982 | 1990 | 1999 | 2007 | 2019 |
| Einwohner | 783  | 725  | 719  | 795  | 1147 | 1212 | 1324 | 1242 |

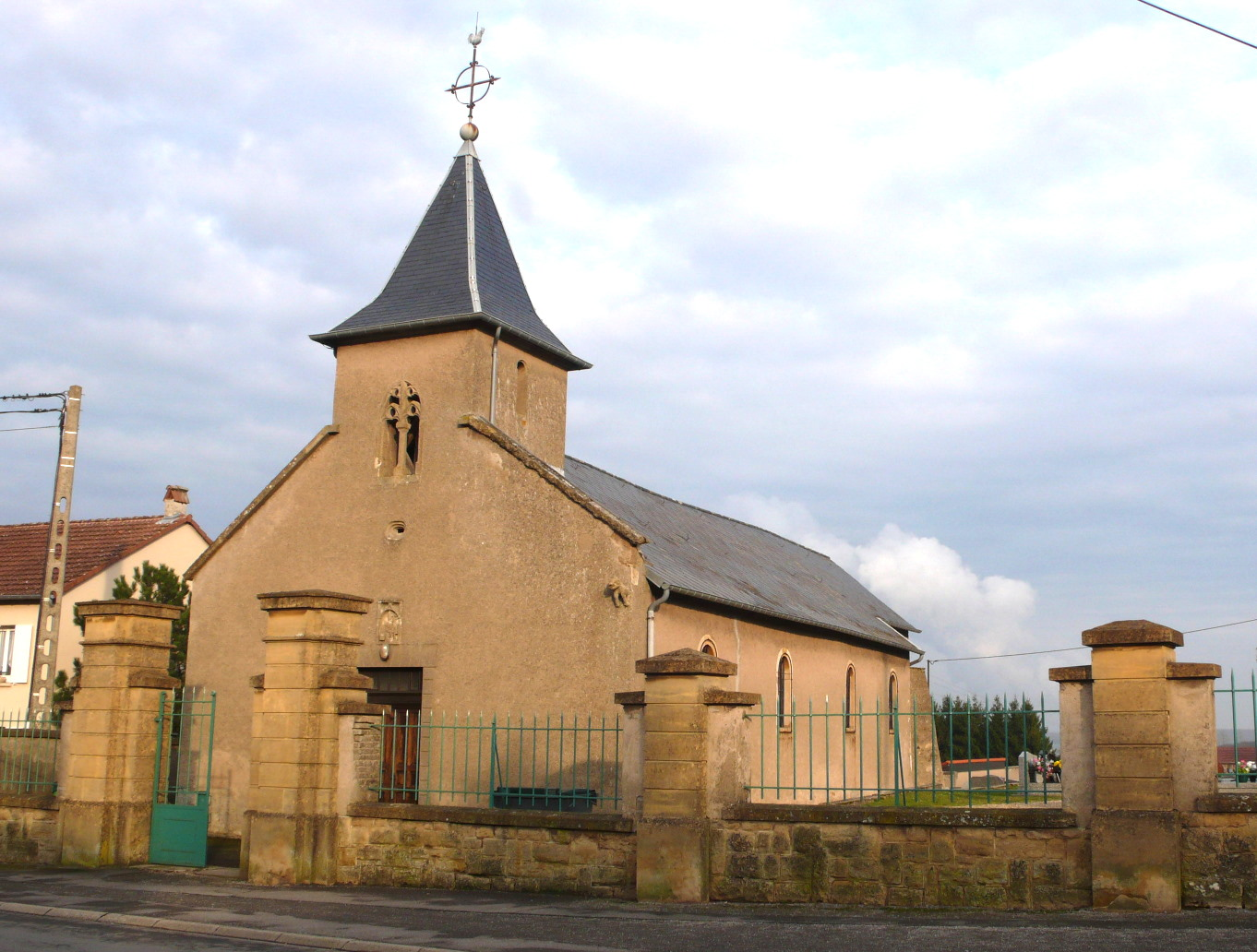
Kapelle St. Hubert
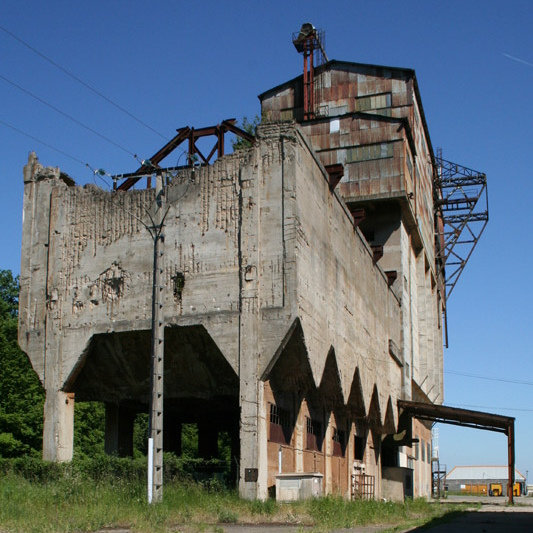
Mine „Charles Ferdinand“